# Guillaume Janssens
Pour les articles homonymes, voir Janssens.
Guillaume Janssens (1880-1956), est un céramiste belge de la période Art nouveau actif principalement à Bruxelles.

## Historique
En 1906, La commune de Berchem-Sainte-Agathe voit s'implanter le long de la chaussée de Gand deux grands ateliers de céramique : ceux de Célestin Joseph Helman (1863-1929) et de Guillaume Janssens (1880-1956).
Ces deux ateliers se partagent, avec la fabrique Vermeren-Coché à Ixelles, la grande majorité des créations en céramique de Bruxelles entre 1895 et 1914. Préindustriels, ces ateliers proposent à leurs clients des catalogues de modèles conçus par des artistes-peintres.
La fabrique de céramiques d'art Guillaume Janssens produit également des chemins de croix et des panneaux religieux pour orner les églises et les chapelles.

## Production

### Style
L'atelier produit principalement des panneaux de céramique de style Art nouveau floral destinés à orner les façades des maisons bruxelloises.
La tête de femme entourée de fleurs stylisées est un des motifs de prédilection de Guillaume Janssens.
On la retrouve en de nombreux endroits à Bruxelles comme sur la Maison Hellinckx avenue Broustin 110 à Ganshoren, aux numéros 5 et 169 de l'avenue Jean Dubrucq ou encore au numéro 102 de la rue de l'Escaut à Molenbeek-Saint-Jean.
Cette tête de femme que la brochure « Molenbeek-Saint-Jean à la carte » surnomme « Madame Janssens » a toujours le même visage et la même coiffe, même si le décor floral et végétal varie.

Panneaux de céramique à décor de fleurs stylisées de la Maison Hellinckx à Ganshoren
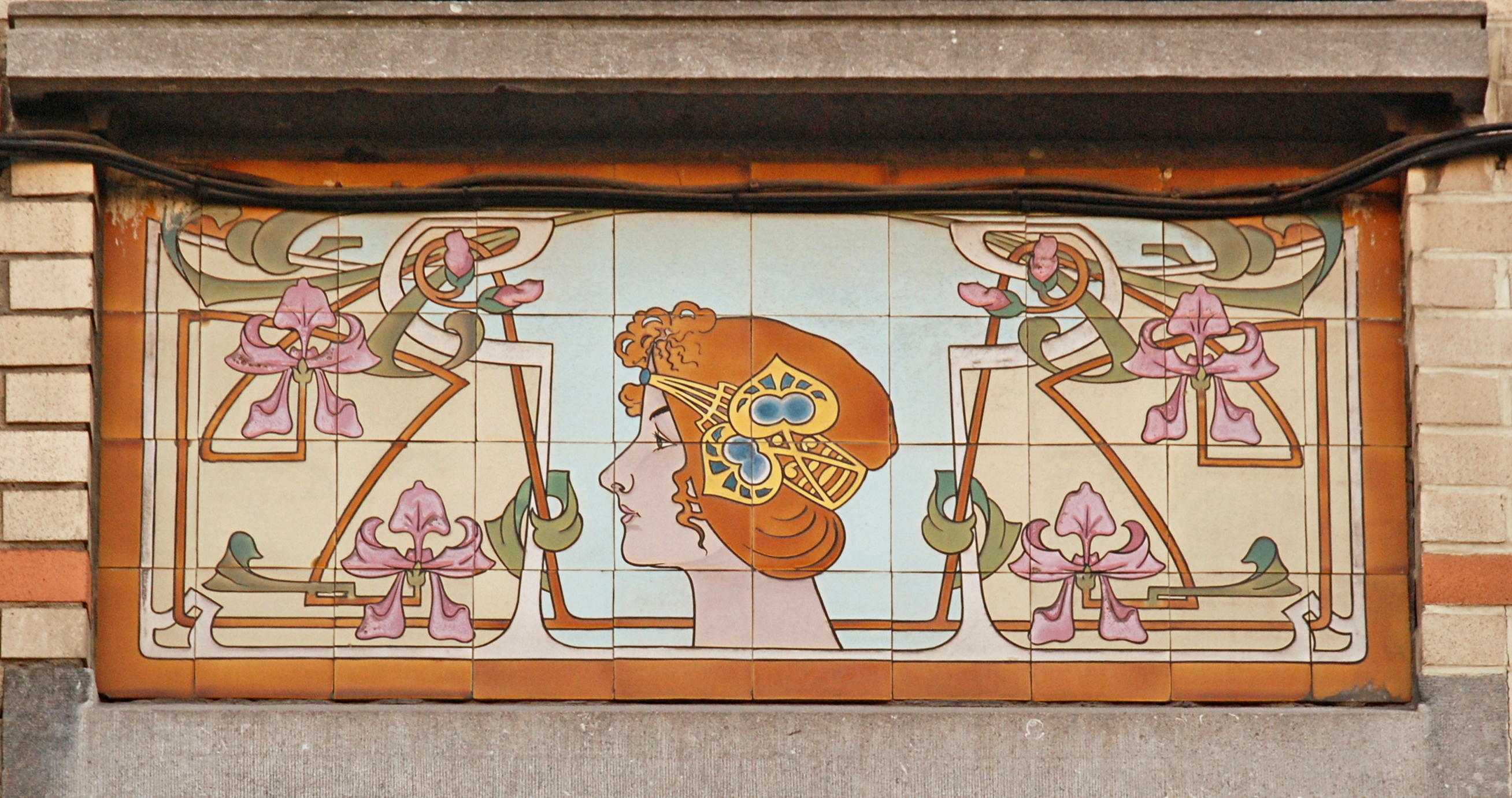
Tête de femme.
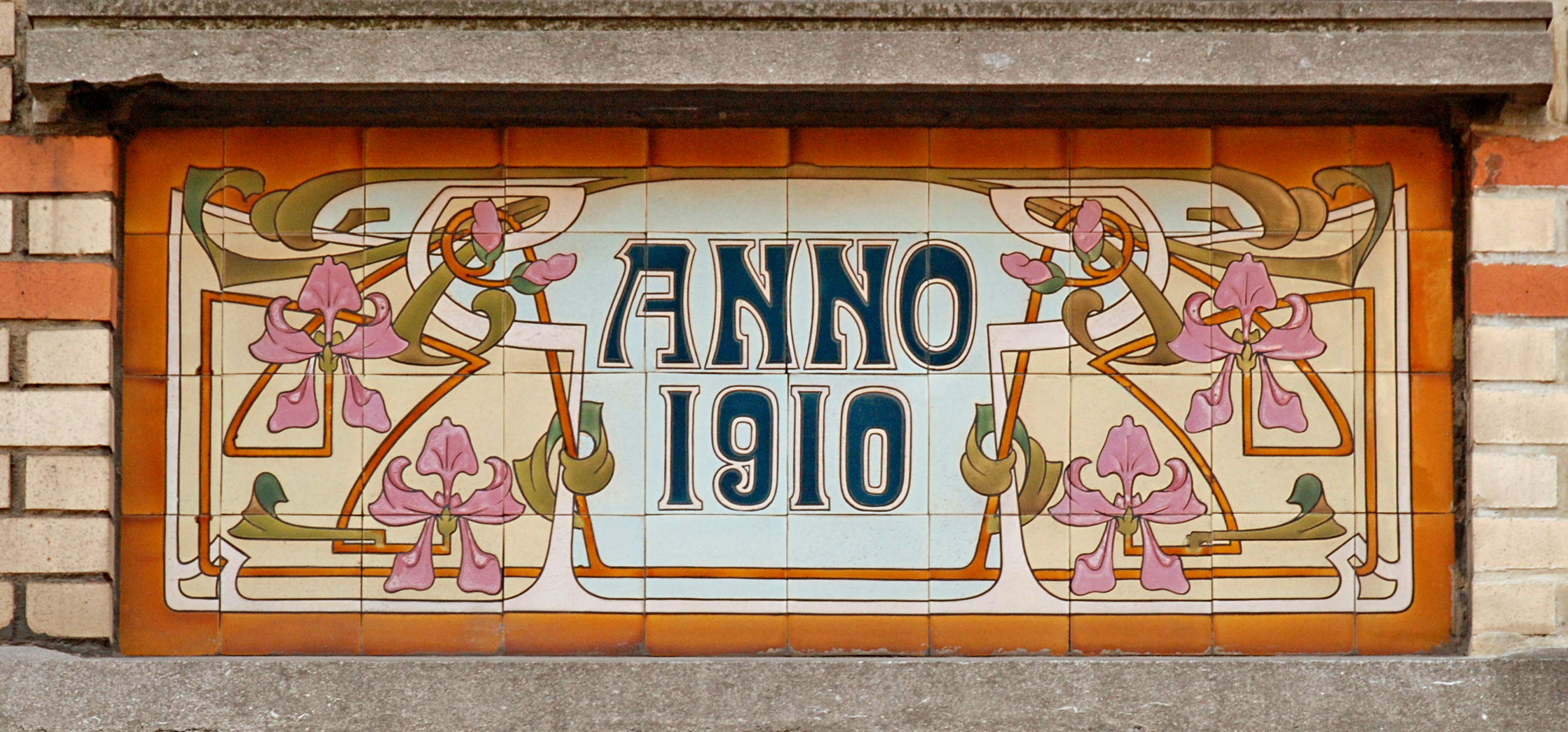
Millésime 1910.

### Céramiques de style Art nouveau réalisées par les ateliers Janssens
- 1909 : avenue du Parc 88 à Saint-Gilles[6]

frise en carreaux de faïence figurant deux coqs
- 1910 : Maison Hellinckx avenue Broustin 110 à Ganshoren[4]

allèges de l'oriel ornées du millésime « Anno 1910 » et d'un profil de femme entourée de fleurs stylisées
- 1910 : avenue Jean Dubrucq 25 à Molenbeek-Saint-Jean[7]

allèges ornées de carreaux de faïence représentant des figures féminines et des fleurs
- 1911 : rue Jean Robie 29 à Saint-Gilles[8],[9]

panneaux de céramique représentant les quatre saisons ainsi que Diane chasseresse avec un lévrier en allège et des motifs floraux dans la frise
- 1911 : avenue du Parc 25 à Saint-Gilles (maison éclectique de l'architecte Jean Maelschalck)[10]

allège ornée de carreaux de faïence représentant Diane chasseresse avec un lévrier
- 1913 : Villa Marie-Mirande, maison personnelle de Guillaume Janssens, avenue de Selliers de Moranville 11 à Berchem-Sainte-Agathe

façade-affiche Art nouveau entièrement tapissée de carreaux allégoriques, une œuvre unique à Bruxelles.
- 1919 : Villa Wilmotte (en ruines), rue Hogenbos 32 à Berchem-Sainte-Agathe[11]

- avenue Jean Dubrucq 5 et 169 à Molenbeek-Saint-Jean[5]

- rue de l'Escaut 102 à Molenbeek-Saint-Jean[5]